# سحابی عقاب

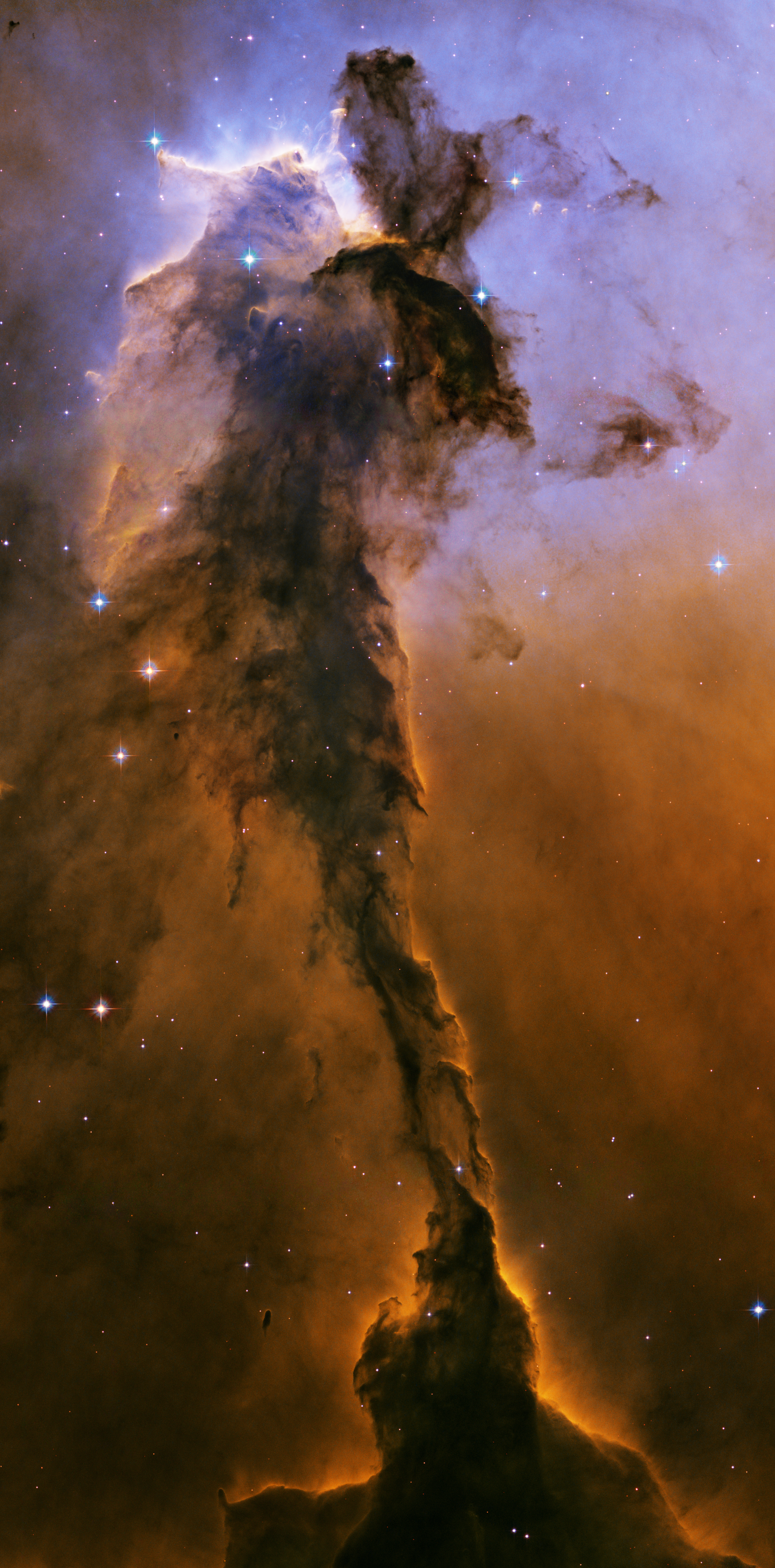
اجزای مشهور در نمای کامل سحابی عقاب مشخص شده اند.

سحابی عقاب (معروف به مسیه ۱۶ یا M16 و NGC 6611 و همچنین به عنوان سحابی ملکه ستاره شناخته می‌شود) یک خوشه باز جوان از ستارگان در صورت فلکی مار است که توسط ژان فیلیپ دو شزو در سال‌های ۱۷۴۵–۱۷۴۶ کشف شد.
هر دو نام یعنی «عقاب» و «ملکه ستاره» به برداشت‌های بصری از شبح تاریک نزدیک مرکز سحابی اشاره دارند، منطقه ای که به عنوان " ستون‌های آفرینش " معروف شده و توسط تلسکوپ فضایی هابل تصویربرداری شده‌است. این سحابی شامل چندین منطقه گاز و غبار ستاره‌ساز فعال است، از جمله ستون‌های آفرینش یادشده. سحابی عقاب در بازوی کمان کهکشان راه شیری قرار دارد.

## مشخصات

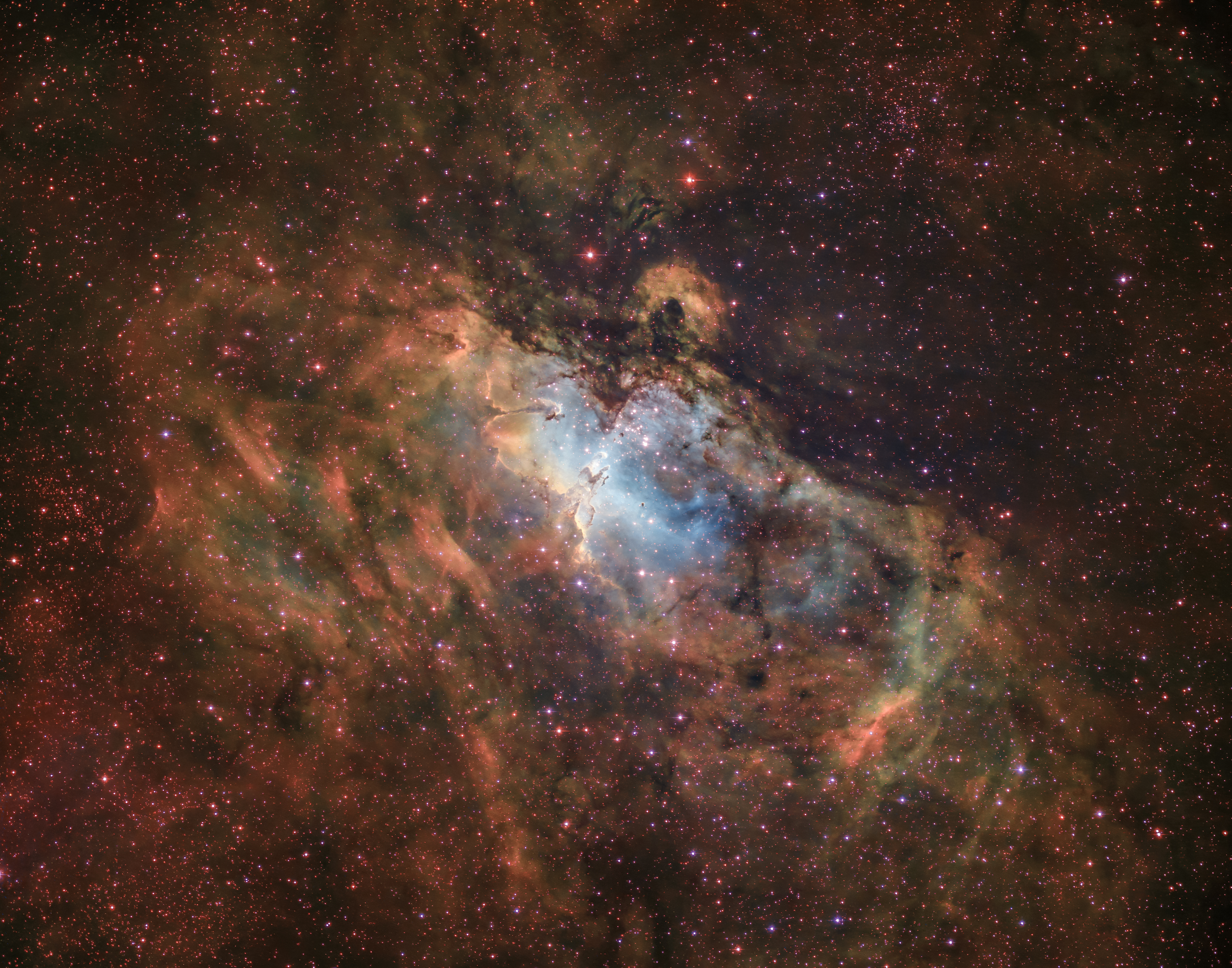
نمای میدانی وسیع از سحابی عقاب

سحابی عقاب بخشی از یک سحابی گسیلشی یا منطقه اچ ۲ است که با عنوان IC 4703 فهرست‌بندی شده‌است. این منطقه از شکل‌گیری ستاره‌های کنونی در حدود ۵۷۰۰ سال نوری فاصله دارد. مناره‌ای از گاز که در قسمت شمال شرقی از سحابی خارج می‌شود، تقریباً ۹٫۵ سال نوری یا حدود ۹۰ تریلیون کیلومتر طول دارد.
خوشه مرتبط با سحابی تقریباً ۸۱۰۰ ستاره دارد که عمدتاً در شکافی در ابر مولکولی در شمال باختری ستون‌ها متمرکز شده‌اند. درخشان‌ترین ستاره (HD 168076) دارای قدر ظاهری ۸٫۲۴+ است که با دوربین‌های دوچشمی خوب به راحتی قابل مشاهده است. این در واقع یک ستاره دوگانه است که از یک ستاره O3.5V به اضافه یک O7.5V تشکیل شده‌است. جرم این ستاره تقریباً ۸۰ برابر جرم خورشیدی و تابندگی آن یک میلیون برابر تابندگی خورشید است. سن این خوشه بین یک تا دو میلیون سال برآورد شده‌است.
نام‌های توصیفی این سحابی بازتاب‌دهنده شکل ستون مرکزی است که از جنوب شرقی به ناحیه نورانی مرکزی بالا می‌رود. نام «سحابی ملکه ستاره» توسط رابرت برنهام جونیور معرفی شد که نشان‌دهنده توصیف او از ستون مرکزی به عنوان ملکه ستاره در شبح است.

## «ستون‌های آفرینش».
تصاویر به‌دست آمده توسط جف هستر و پل اسکوئن با استفاده از تلسکوپ فضایی هابل در سال ۱۹۹۵ درک علمی فرآیندهای درون این سحابی را بسیار بهبود بخشید. یکی از این ستون‌ها به «ستون‌های آفرینش» معروف شد که ناحیه بزرگی از شکل‌گیری ستاره‌ها را به تصویر می‌کشد. باور بر این است که قسمت‌های کوچک تاریک آن پیش‌ستاره‌ها (گلبول‌های بوک) هستند. ساختار ستونی شبیه به نمونه بسیار بزرگ‌تری در سحابی روح در ذات‌الکرسی است که با تلسکوپ فضایی اسپیتزر در سال ۲۰۰۵ تصویربرداری شد به آن‌ها نیز «ستون‌های آفرینش ستاره» گفته می‌شود. این ستون‌ها که شبیه چکیده‌سنگ‌هایی هستند که از کف غار بیرون زده‌اند، از گاز هیدروژن و غبار بین ستاره‌ای تشکیل شده‌اند و به عنوان پرورشگاهی برای شکل‌گیری ستارگان جدید عمل می‌کنند. اخترشناسان در داخل ستون‌ها و روی سطح آن‌ها گره‌ها یا گویچه‌هایی از گاز متراکم‌تر پیدا کرده‌اند که EGG ("گویچه‌های گازی تبخیرشونده") نامیده می‌شوند. ستارگان در داخل برخی از اینها در حال شکل‌گیری هستند.
تصاویر پرتو ایکس از رصدخانه چاندرا در مقایسه با تصویر «ستون‌های» هابل نشان داده‌است که منابع پرتو ایکس (از ستاره‌های جوان) با ستون‌ها منطبق نیستند، بلکه به‌طور تصادفی به صورت نقطه‌نقطه بر روی سحابی دیده می‌شوند.
شواهد به دست آمده از تلسکوپ فضایی اسپیتزر در اصل نشان می‌دهد که ستون‌های M16 ممکن است توسط یک «ابرنواختر پیشین» تهدید شوند. گاز داغ مشاهده شده توسط اسپیتزر در سال ۲۰۰۷ نشان داد که آنها پیش از این، احتمالاً، توسط ابرنواختری که ۸۰۰۰ تا ۹۰۰۰ سال پیش منفجر شده بود، مختل شده بودند. با توجه به فاصله، انفجار اصلی نور برای مدت کوتاهی ۱۰۰۰ تا ۲۰۰۰ سال پیش باید به زمین رسیده باشد. حرکت آهسته‌تر، تئوری‌شده‌تر و موج ضربه‌ای چند هزار سال طول می‌کشد تا در سحابی حرکت کند و ستون‌های ظریف را منفجر کند. با این حال، در سال ۲۰۱۴، ستون‌ها برای بار دوم توسط هابل، هم در نور مرئی و هم در نور فروسرخ تصویربرداری شدند. تصاویری که ۲۰ سال بعد منتشر شد، گزارشی جدید و دقیق از میزان تبخیر در ستون‌ها ارائه کرد. هیچ ابرنواختری در آنها مشاهده نشده‌است، و برآورد می‌شود که به شکلی هنوز وجود دارند حداقل تا صد هزار سال دیگر ظاهر خواهند شد.

## نگاره‌ها

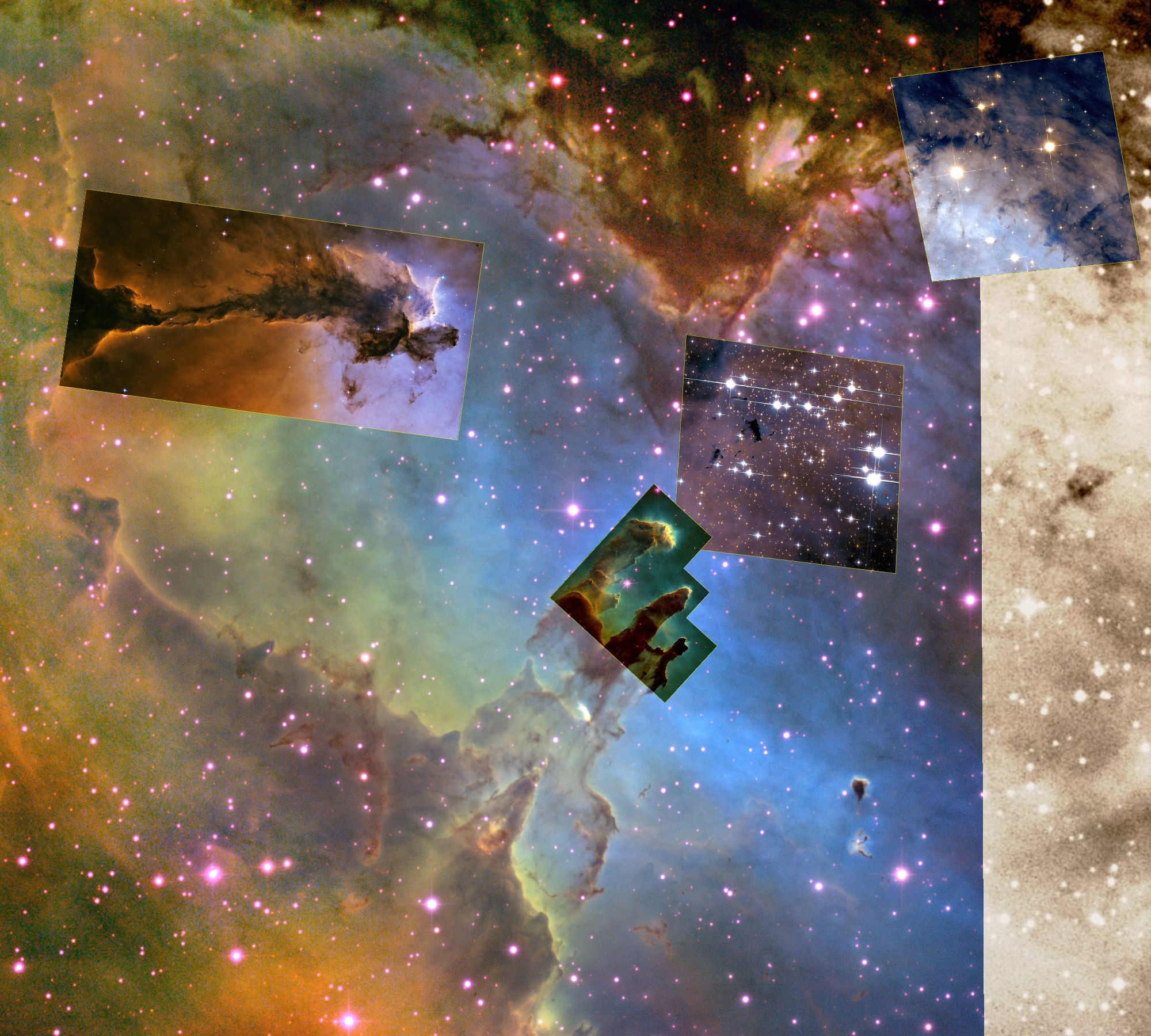
مکان‌یاب مناطق شناخته شده در سحابی
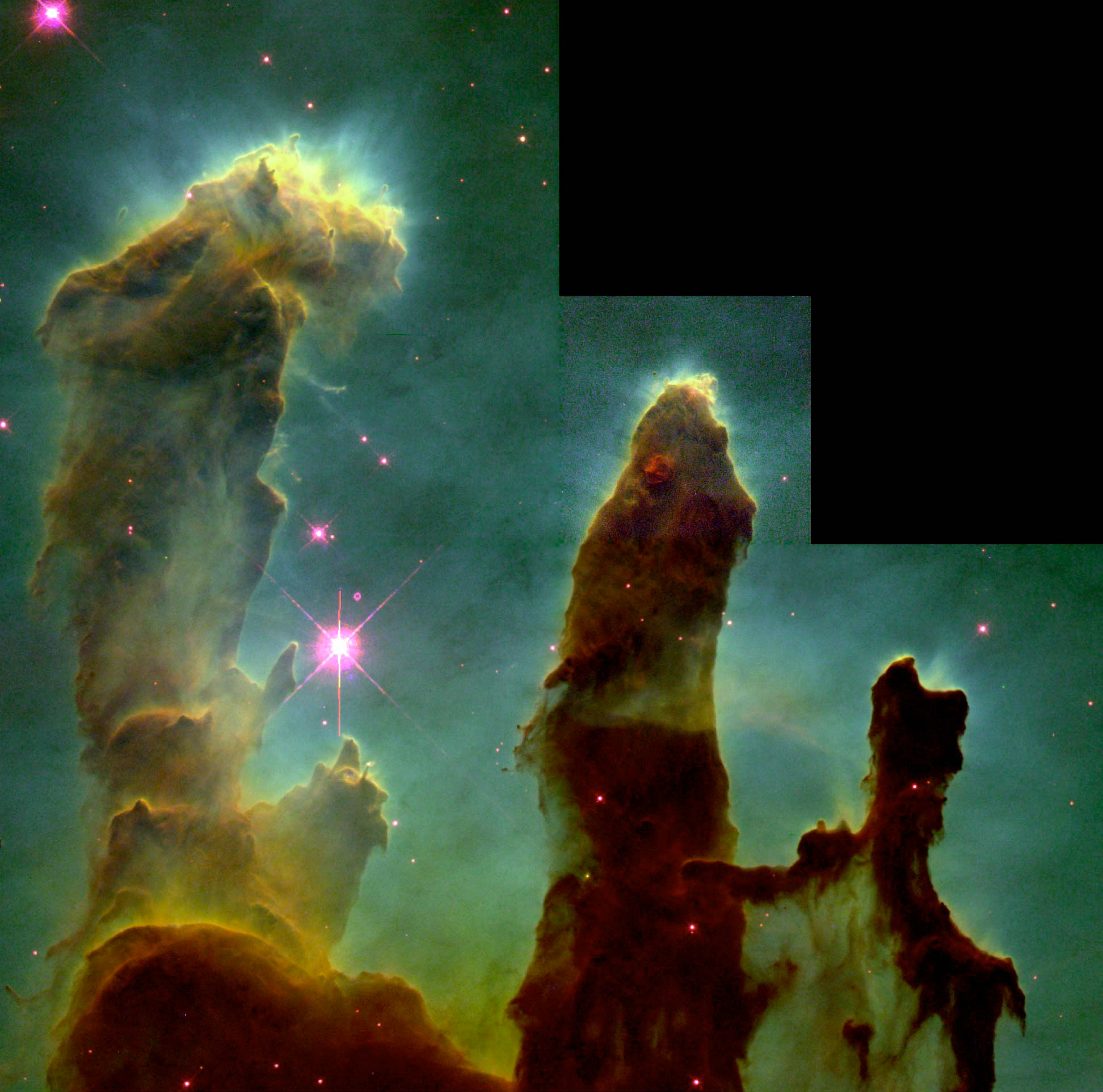
" ستون‌های آفرینش " در سحابی عقاب
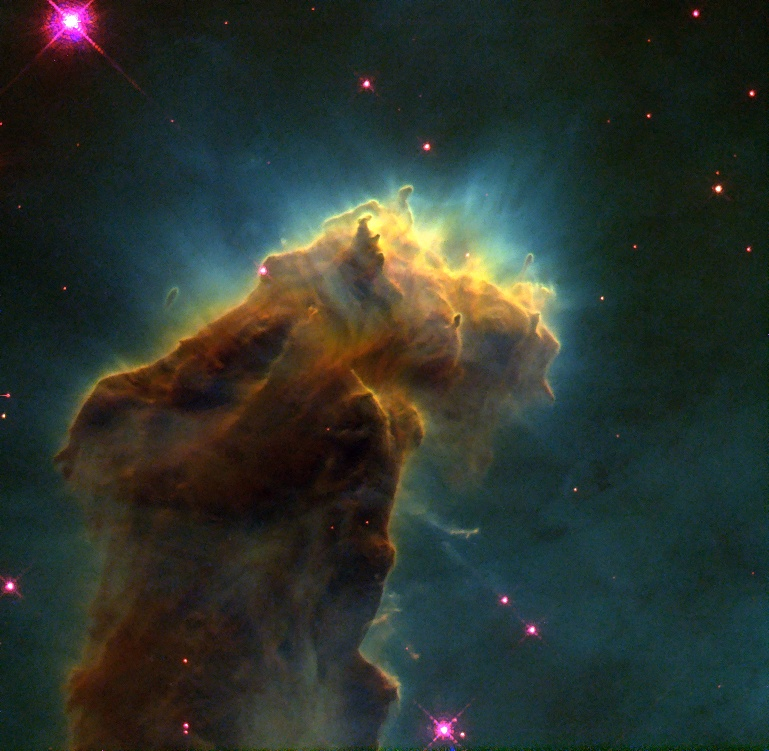
جزئیات تصویر هابل
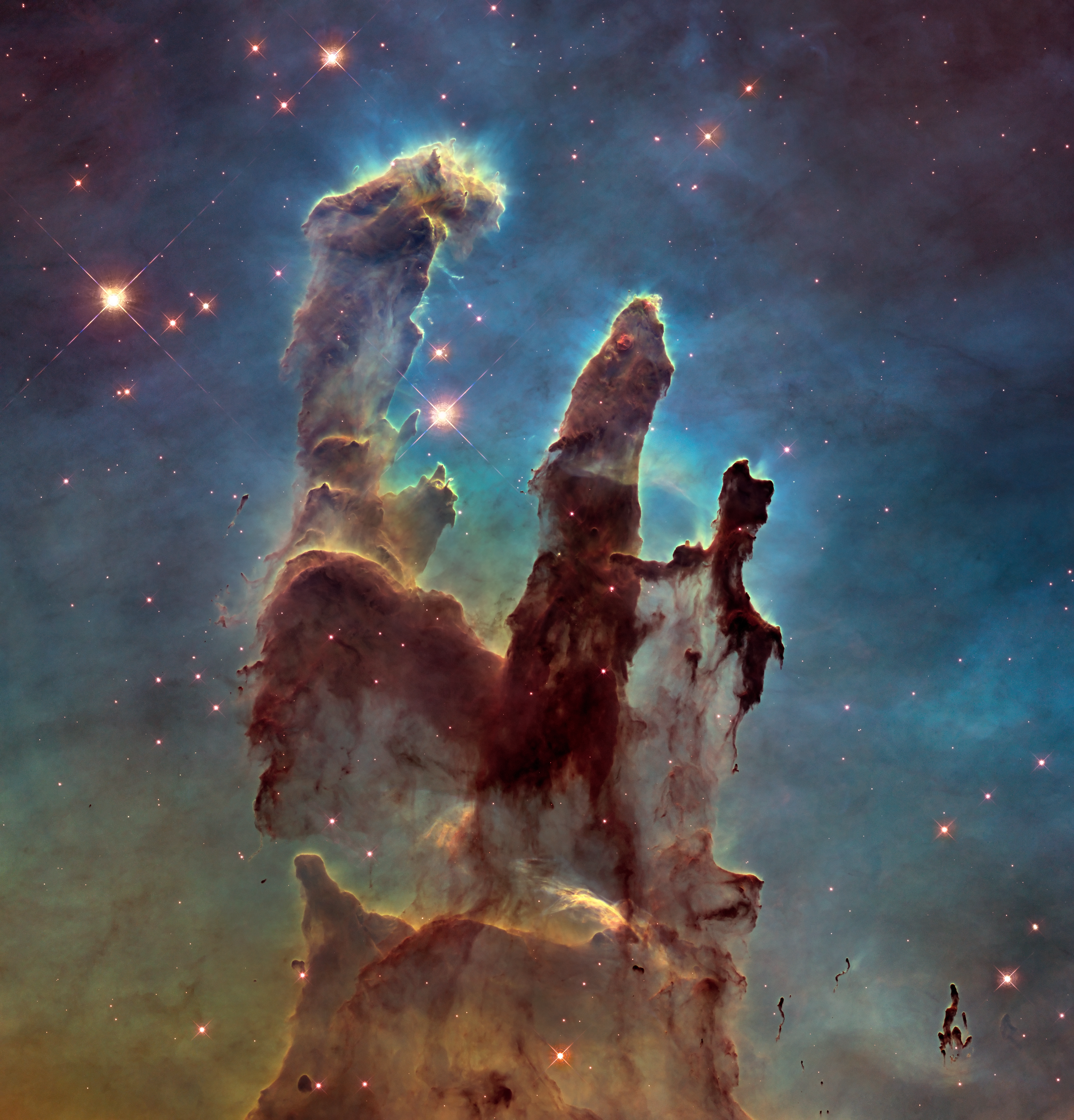
یک تصویر HST با وضوح بالاتر از «ستون‌های آفرینش» که ۲۰ سال پس از نسخه اصلی گرفته شده‌است.
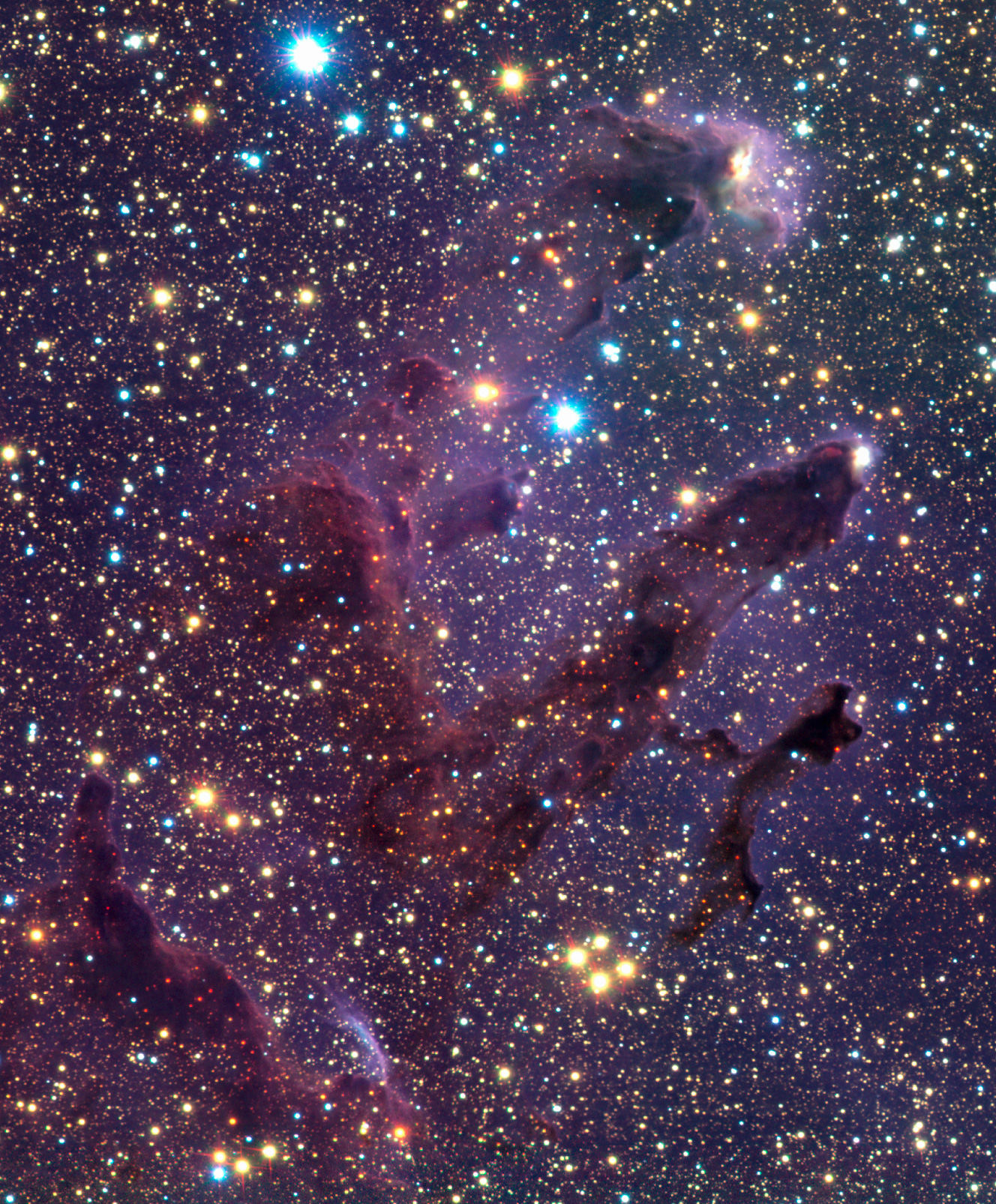
در این نمای فروسرخ ESO، ستون‌ها شفاف‌تر هستند.
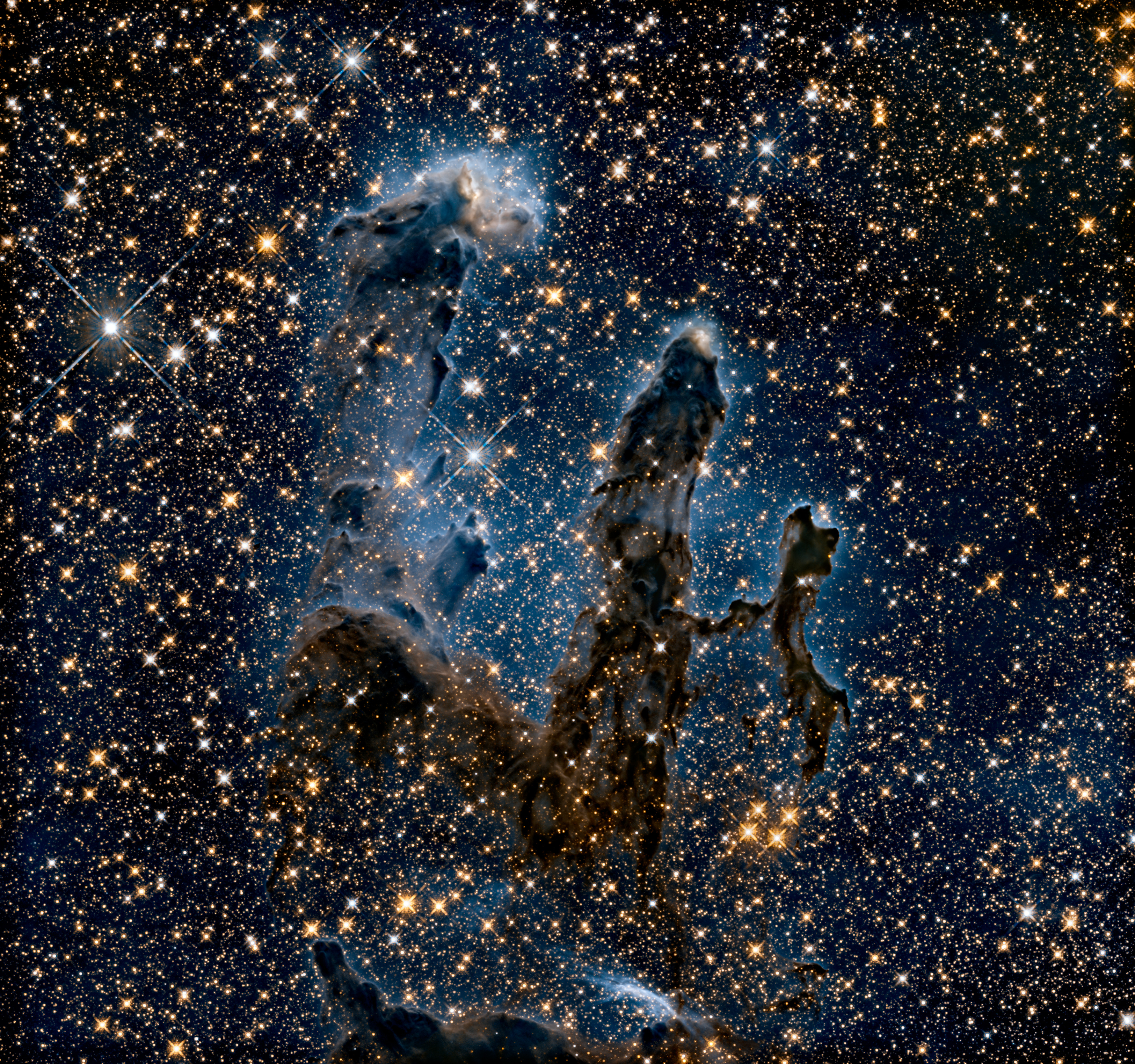
نمای مادون قرمز HST
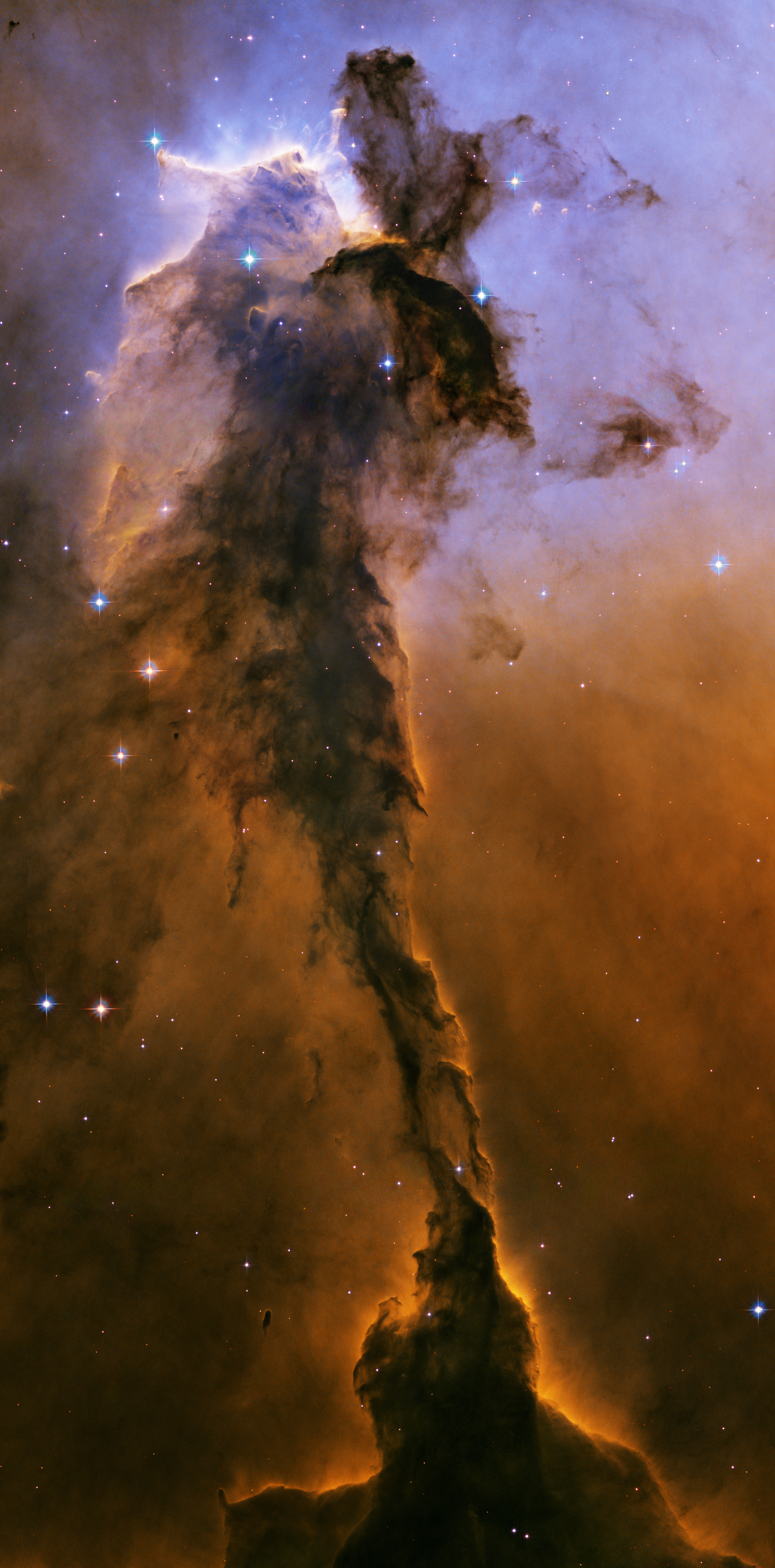
مناره «ستون سیاه» در محیط شرقی حدود ۹٫۵ سال نوری طول دارد.
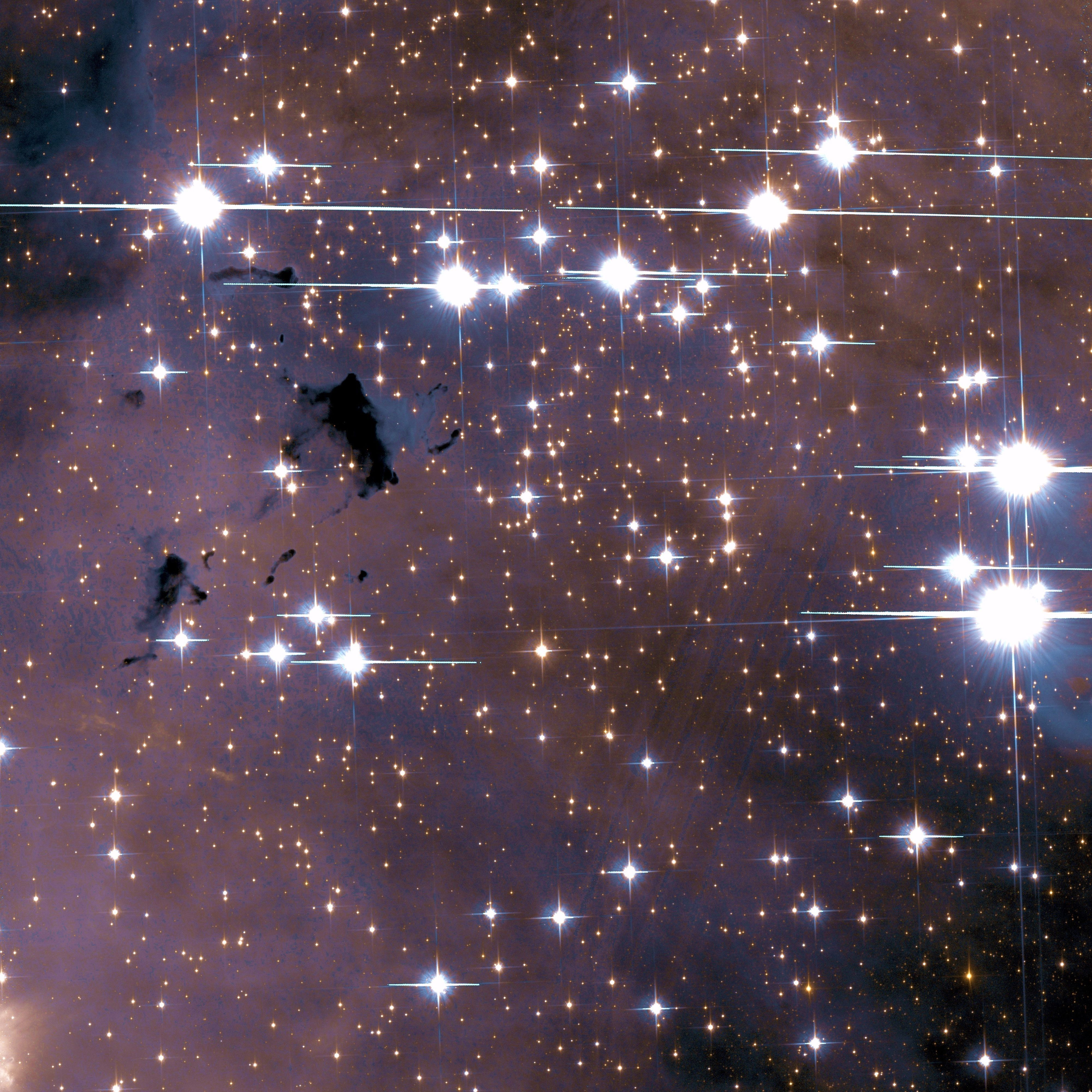
خوشه باز در سحابی عقاب
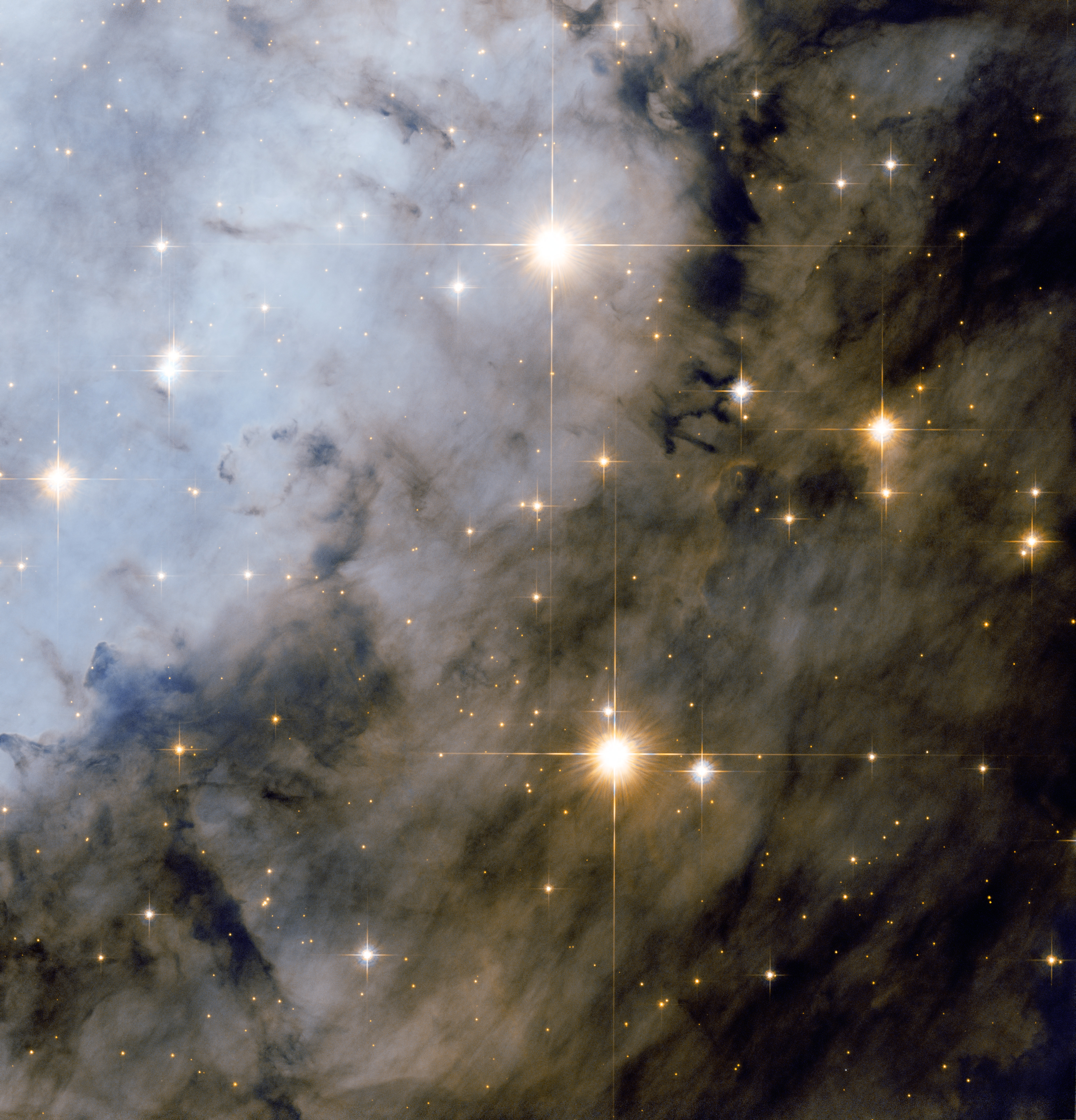
قسمت شمال غربی منطقه، فاصله زیادی از مرکز دارد